# Korstmoskalkkopje
Het korstmoskalkkopje (Physarum licheniforme) is een slijmzwam behorend tot de familie Physaraceae. Het leeft saprotroof op kruidachtige plantendelen en kegels van naaldbomen en naaldstruiken.

## Verspreiding
Het komt voor in Europa en Noord- en Zuid-Amerika. Ook wordt het sporadisch in Afrika gevonden. In Nederland komt het zeer zeldzaam voor. 